# Краљево језеро
Краљево језеро је бара на периодично-плавном подручју "Велики Јарош" између Малог Песка, Хоргоша и Кањиже, у североисточној Бачкој. Овај предео је остатак некадашњег алувијума Тисе, где се река изливала пре њеног уређења бранама, и представља једну од задњих травнатих слатина у Бачкој. Као исконски очувани предео пашњачке културе, иако данас готово више нема пашарења, овај предео је укључен у план заштите подручја под именом "Предео изузетних одлика Кањишки јараши".

## Опис и природне вредности
Краљево језеро је део подручја "Јарош" код Кањиже, и као најдубља тачка, заједно са још неколико депресија (Вајкош, Богарзо, Добровољачки рит, некадашњи Капитански рит – данас рибњак) у времену концентрације подземних вода повремено се пуни водом. Као таква, ова бара представља типично еколошко станиште сланих бара, које имају свој карактеристичан хидролошки циклус: у пролеће када се топи снег се пуни водом, а до почетка лета постепено пресушује. Тада се у кориту нагомилава со, што се у еколошком жаргону зове "цветање" слатине. Овај осетљиви, у суштини приморски а у унутрашњости континента све ређи екосистем настањује низ специјализованих организама.
Од бескичмењака ту су представници инсеката (нпр. Berosus spinosus, Gomphus flavipes и Ephydra ssp.), рачића (Copepoda, Cladocera), и барских пужића (нпр. Anisus spirorbis и Planorbarius corneus).
Од специфичних, халофитних (со-љубивих) биљака у води живе алге порожнице (Chara ssp.) и зука (Bolboschoenus maritimus), а на обали су присутни представници биљних заједница слатина (Puccinellio-Salicornea). Флора слатина је мозаичног карактера, у зависности од степена заслањености. Чак постоји разлика и између депресија и такозваних тераса на слатини (енгл. hummock-hollow mosaic), а другачији је биљни покривач и на различитим тлима (солончак, солоњец).
Еколози разликују велико одступање у биодиверзитету и присуству одређених организама у плављеном и на сувом слатинском станишту. Различит је живи свет и у водама различитог типа (јако слане беле, еутрофне црвенкасте, и црне, мање слане воде).
Слатине одликује и специфичан птичји свет, на пример сабљарка (Recurvirostra avosetta), морски жалар (Charadrius alexandrinus) или црвеноноги прудник (Tringa totanus). Травнате слатине су веома важне и као одмориште за птице на сеоби, на пример за ждралове (види: Слано Копово).